# Napoleon Hill

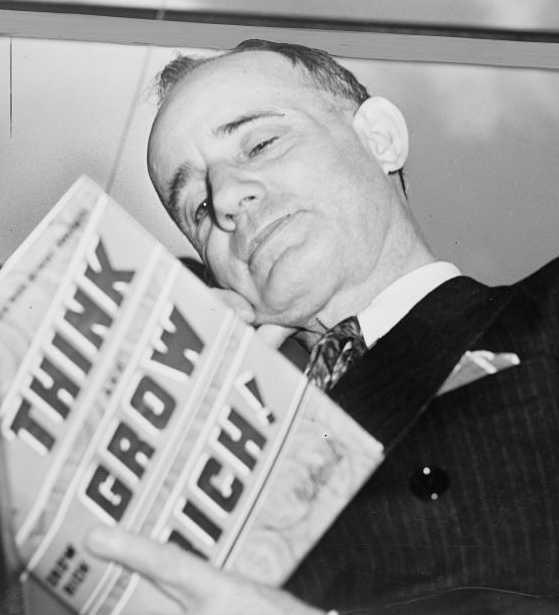
Napoleon Hill (1937)

Napoleon Hill, född 26 oktober 1883 i Pound, Virginia, död 8 november 1970 i South Carolina, var en amerikansk författare. Hans mest kända verk är Think and Grow Rich, vilket även är en av de bäst säljande böckerna genom tiderna. Ett känt uttryck skrivet av Hill är "What the mind of man can conceive and believe, it can achieve".